# 瓦尔斯堡
瓦尔斯堡（德語：Wahlsburg，發音：[ˈvaːlsbʊʁk]）是德国黑森州卡塞尔行政区卡塞尔县曾经的一个市镇，面积11.47平方千米，2017年12月31日人口为2,038人。2020年1月1日，瓦尔斯堡与市镇上威悉合并为新市镇威悉塔尔。

## 友好城市
- 法國 圣乔治德蒙泰居